# 伊日莫爾斯基區
56°11′N 86°38′E / 56.183°N 86.633°E
伊日莫爾斯基區（俄语：Ижморский район），是俄羅斯的一個區，位於該國南部，由科麥羅沃州負責管轄，面積3,580平方公里，2010年人口13,517，人口密度每平方公里3.78人。